# Per Olow Klevemark
Per Olow Leon Klevemark, född 24 december 1913 i Stockholm, död 14 november 1995, var en svensk väg- och vattenbyggnadsingenjör och trafikkonsult.
Efter avgångsexamen från Kungliga Tekniska högskolan 1937 var Klevemark anställd vid Stockholms stads gatukontor 1937–45, stadsplanekontoret 1945–47 och bedrev därefter egen verksamhet, Klevemark Trafikplanering HB. Han erhöll 1950, tillsammans med arkitekten David Helldén, första pris i den internationella Österledstävlingen (förslaget genomfördes dock ej).